# 為科學遊行
為科學遊行（英語：March for Science、之前被稱為“華盛頓特區科學家遊行”）是一項在美國華盛頓特區以及全球600多個城市舉行的巡遊和集會。主辦單位透露，本次活動是為了慶祝科學及其在日常生活扮演的重要角色，並希望籍著活動喚醒大眾關注基於實證的政策規劃在維護公眾利益的角色。

為科學遊行的組織者和支持者認為，對科學的支持應該是無分黨派的。川普政權的反科學政策激起了部分組織者遊行的念頭。 為科學遊行的官方網站上指出，“忽略科學而崇尚意識形態議程的美國政府，對全世界將會是個威脅。”
本次集會的主要議題包括鼓勵基於實證的政策規劃、反對縮減政府提供的科研經費、政府的透明度，以及政府對氣候變化和進化論作為科學共識的態度。本次集會被視為繼2016年11月的美國總統選舉大遊行以及2017年婦女遊行後，美國科學界日趨積極參與政治活動的表現。
斯坦福大學的歷史學家寶特·羅伯特教授，盛讚為科學遊行“以規模和科學家群體的參與深度來講，可說是史無前例”，而且是“科學家群體對科學事實看似被全面攻擊的回應 - 這是他們十分看重、視為神聖的真理”。

## 背景

### 唐纳德·特朗普
2012年，唐纳德·特朗普称气候变化是一个骗局。作为总统侯选人，他承诺恢建设复穿越印第安人土地的拱心石XL管道并撤销奥巴马政权设立的美国环境保护局（EPA）规章。
2016年總統大選勝出後，川普的過渡團隊試圖找出有份在奧巴馬執政時期研究氣候變化的美國能源部僱員。在川普正式就任總統之前，許多氣候科學家因為懼怕美國的氣候資料會被刪除，紛紛從官方渠道下載相關數據。川普其他的行徑和承諾，例如退出巴黎協議、內閣的立場、凍結科研經費，以至於禁止環境保護局的科學家對外發布他們的研究發現都是鼓動參與者的原因。2017年2月，威廉·哈珀，一位當時有意擔任川普的科學顧問的氣候變化懷疑論者宣稱，氣候科學的某些範疇“非常像個邪教”，而不少氣候學家“都是呆子”。網站科學內幕人（Science Insider）的報導形容川普上任後發布的首份財政預算案“簡直是美國科學界悲哀的一日”，因為該預算案削減國家海洋及大氣管理局的研究和衛星遙測計劃經費、環境保護局的研發經費、能源部的科學辦公室及能源科研計劃經費、地質勘探局、衛生研究院與其他和科學密切相關部門的撥款。

### 國際響應
全球各地出現了許多舉辦分會場活動的規劃，尤其是歐洲的大中城市。除了倡議支持美國科學家和氣候專家以外，不少活動還涉及抗議各類干預學術自由的行徑，例如匈牙利政府試圖關閉中歐大學和2016年土耳其政變導致學者被開除及關閉教育機構事件，以及就一些本地性議題示威。

## 活動籌劃

德文版的活動宣傳海報，標題寫道“元素週期表（為科學遊行版）”

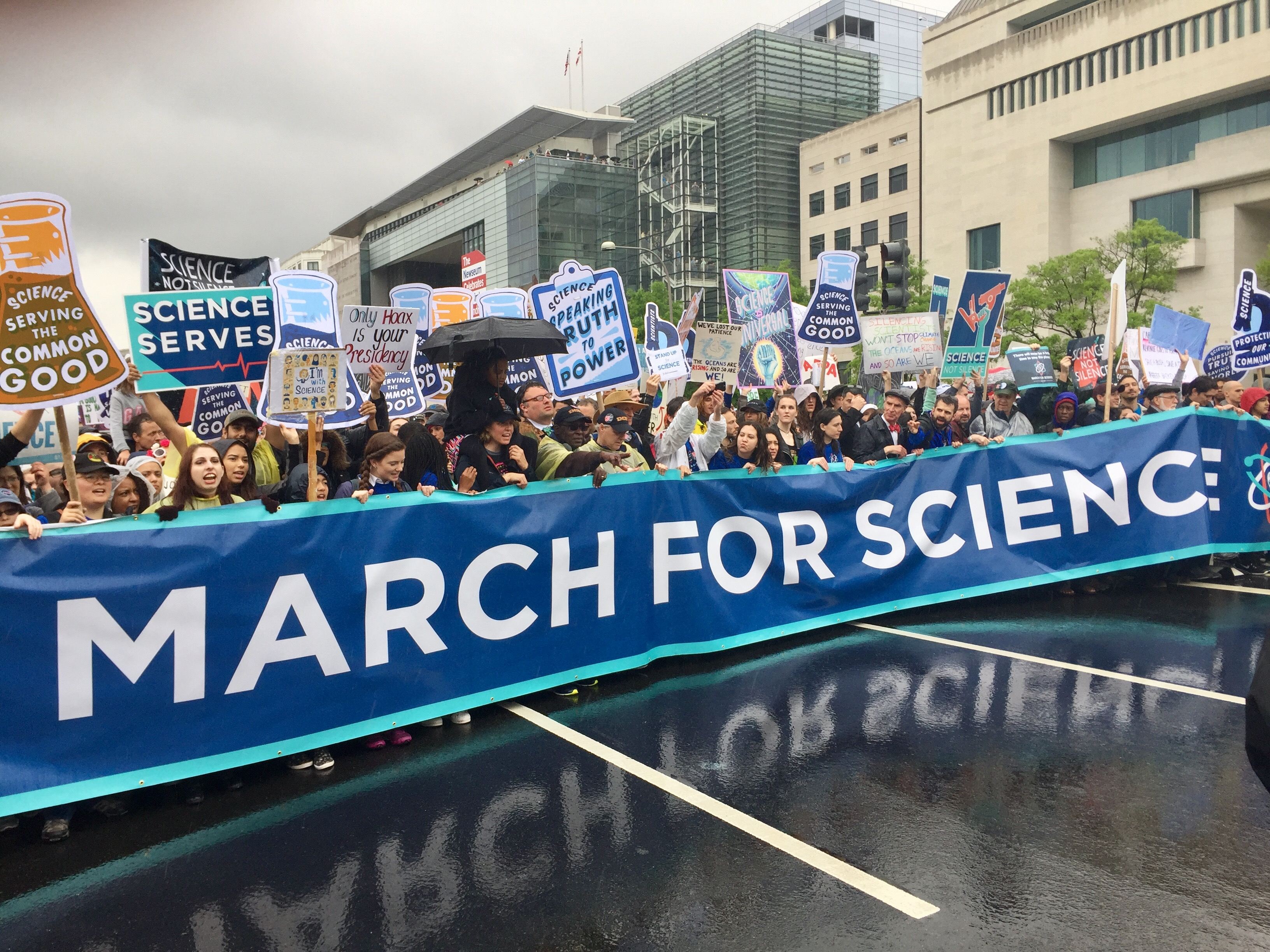
主會場的參與者正前往國會山莊

受到2017年1月21日婦女遊行的啟發，Reddit上出現了對本次活動的討論。活動組織方隨即創建了一個臉書群組，該群組的參與人數在短短一星期由200人激增至30萬人。當時個別科學家對此評價褒貶不一。
2月19日，作為美國科學促進會（AAAS）位於波士頓的週年大會的一部分和本次遊行的前奏，科學家於科普利廣場舉辦“高舉科學造勢大會”。在三月尾，部分熱心人士提議採納一款現成的、貌似大腦腦溝的針織圖樣作為團結參與者的其中一種標識，以模仿婦女遊行中的貓耳帽惡搞。
3月30日，主辦單位宣布，科學教育家比爾·奈、科學社運人士蒙娜·哈娜-阿提沙等人將會親自帶領本次遊行，並作為遊行的名譽主辦方。遊行的日子選在世界地球日，以喚起大眾對氣候變化的關注。
德拉瓦大学政治傳理中心在3月31日至4月18日期間訪問了1,040名為科學遊行（主場和部分分場）臉書群組成員，以了解他們參與遊行的動機，結果如下：
| 原因                                 | 選擇“非常重要”的人數百分比 |
| ------------------------------------ | -------------------------- |
| 鼓勵政府官員制定基於事實和證據的政策 | 97%                        |
| 反對威脅到科學誠信的政治攻擊         | 93%                        |
| 鼓勵公眾支持科學                     | 93%                        |
| 抗議削減科研經費                     | 90%                        |
| 紀念科學和科學家對社會的價值         | 89%                        |
| 在大眾層面推廣科學教育及科學素養     | 86%                        |
| 鼓勵科學家接觸公眾                   | 70%                        |
| 提倡科學家群體的多元性和包容性       | 68%                        |
| 更為深入的參與政治或政策制定         | 45%                        |

## 活動過程
主場活動的隊伍於當日早上十時出發，前往華盛頓紀念碑造勢並邀請關心科學的市民、科學家和工程師發表演說，包括丹尼斯·A·海斯和比爾·奈。遊行當中沒有邀請政客演講。遊行隊伍之後沿著憲法大道和第三街道遊行到國會山莊西翼。儘管當日持續下雨，參與活動的群眾依然達到數万人。
分會場活動於數百個城市同步舉行，其中較為矚目的有波士頓（七萬人）和加州各個城市（超過十五萬人）。

## 評價

### 支持
1月26日，美國參議員伯尼·桑德斯公開表態支持遊行，並祝賀“那些願意反擊的科學家和研究人員”。目前唯一擁有自然科學博士學位的眾議員比爾·福斯特，公開表示將以“不是議會的民主黨員，而是科學家”的身份參與遊行。他認為是次遊行具備政治色彩，但是無分政黨。他表示“當你遇到任何和已知科學定律相違背的特定政策，每位作為公民的科學家都應敢於表態”。
於2月份，美國科學促進會（美國最具規模的科學組織）及其他科學機構相繼宣布支持為科學遊行。美國科學促進會的行政總裁拉什·霍爾特表態支持科學家參與政治。

### 批評
有為數相當的科學家對遊行表達了關注。Sylvester James Gates警告“政治色彩如此濃厚的活動，或許會向公眾傳遞科學家看重意識形態多於證據的錯誤信息”。氣候變化懷疑論者威廉·哈怕宣稱“沒有證據表明總統（川普）是反科學的”。Robert S. Young在紐約時報撰文，認為遊行“強化了保守派懷疑論者認為科學家是特殊利益群體，把數據、研究和結論泛政治化的論調”，反建議科學家“遊行到本地社運團體、教會、社區嘉年華和官員辦公室”以獲取更佳效果。
作為對上述批評的回應，氣象學家和專欄作家Eric Holthaus認為科學界“一直都充滿政治色彩”，並援引伽利略和政治秩序抗衡的事例。他並表示科學家必須在“問題牽涉到真理本身”的情況下發聲。
三藩市分場主辦方在KQED電台的論壇節目評價對這場遊行的批評聲音，認為為科學遊行象徵著千禧世代剛在社會運動上站穩，值得鼓勵。發言人克里斯汀（Kristen Ratan）也試圖釐清帶政治色彩和帶政黨政治的區別。雖然為科學遊行是場政治活動，但絕不等同政黨政治（她認為政黨政治是選擇性地對某政黨的盲目跟從）。克里斯汀將遊行理解成支持基於實證的政策規劃，不論政黨或政治形態。

## 後續活動
遊行過後，主辦單位呼籲人們繼續參與為期一週的活動（“行動週”），例如舉辦科普活動、探訪本地的觀星學會和環保組織、採取積極手段減少個人的碳足跡、寫信給官員敦促在施政時支持科研單位等。